# Marek L. Kowalski
Marek Leszek Kowalski (ur. 30 czerwca 1952 w Tomaszowie Mazowieckim, zm. 22 czerwca 2021) – polski lekarz-naukowiec, profesor doktor habilitowany nauk medycznych, profesor zwyczajny Uniwersytetu Medycznego w Łodzi. Był kierownikiem Katedry Immunologii Klinicznej i Mikrobiologii oraz Kliniki Immunologii, Reumatologii i Alergii, dyrektorem Centrum Badań nad Zdrowym Starzeniem Uniwersytetu Medycznego w Łodzi. Ojciec Katarzyny Pisarskiej.

## Życiorys
Absolwent I Liceum Ogólnokształcącego w Tomaszowie Mazowieckim. Tytuły: lekarza (1977), doktora nauk medycznych (1982), doktora habilitowanego (1990) i profesora (1996) uzyskał na Akademii Medycznej w Łodzi. W 1985 był stypendystą w klinice prof. Barry'ego Kaya w Londynie, a w latach 1985–1988 stypendystą International Fogerty Fellow w zespole prof. Michaela Kalinera w National Institutes of Health w Bethesda w USA.
Był specjalistą chorób wewnętrznych, alergologii i immunologii klinicznej. Główne zainteresowania naukowe obejmowały patogenezę, diagnostykę oraz leczenie chorób alergicznych i astmy oskrzelowej oraz nadwrażliwość na niesteroidowe leki przeciwzapalne. Był autorem lub współautorem ponad 300 publikacji.
Hobby: historia polskiej demokracji szlacheckiej (założyciel i prezes Fundacji „Aurea Democratia”).
Pochowany na cmentarzu parafialnym w Inowłodzu.

## Działalność naukowa
Był konsultantem krajowym ds. alergologii (2001) i prezydentem Polskiego Towarzystwa Alergologicznego w kadencji 2003–2006. W latach 2000–2009 członek zarządu i skarbnik European Academy of Allergy and Clinical Immunology (EAACI), a od 2008 do 2012 roku członek Board of Directors, World Allergy Organization (WAO), przewodniczący WAO Communication Council i World Allergy Week Steering Committee. Członek międzynarodowych rad ekspertów (m.in. ARIA, EPOS, GA2LEN). W 2009 roku był organizatorem i prezydentem XXVIII Kongresu EAACI w Warszawie, który zgromadził ponad 6200 lekarzy ze 101 krajów świata.
W latach 2002–2010 był Associate Editor europejskiego czasopisma „Allergy”, a ostatnio był redaktorem sekcji w „Current Allergy and Asthma Reports” (USA), założycielem i redaktorem czasopisma „Alergia, Astma, Immunologia” (Łódź) oraz członkiem rad naukowych kilkunastu czasopism polskich i międzynarodowych.
Był partnerem w czterech projektach badawczych 7 Programu Ramowego Unii Europejskiej (Predicta, Medall, Fast, iFAAM), koordynatorem projektu „Healthy Ageing Research Center” (2013–2016) oraz ambasadorem ECARF w Polsce.
Wśród wypromowanych przez niego doktorów znaleźli się: Rafał Pawliczak (1999), Maciej Borowiec (2002), Joanna Makowska (2005), Anna Lewandowska-Polak (2006), Maciej Chałubiński (2008).

## Nagrody i wyróżnienia
Odznaczony m.in. Krzyżem Kawalerskim Orderu Odrodzenia Polski (2009), Medalem Komisji Edukacji Narodowej (2010), Medalem Gloria Medicinae (2005), Medalem Purkinjego (Czechy). Był członkiem honorowym towarzystw naukowych alergologów i immunologów: niemieckiego, czeskiego, litewskiego i amerykańskiego (AAAAI – International Distinguished Fellow). Założyciel i wiceprezes Stowarzyszenia Pomocy Chorym na Astmę i Choroby Alergiczne.